# Content (Grenada)
Content ist eine Siedlung bei Saint David’s im Südosten des Inselstaates Grenada in der Karibik.

## Geographie
Die Siedlung liegt im Parish Saint David, nur wenig ins Landesinnere zurückgesetzt oberhalb der Bucht Le Petit Trou und nur wenig südlich von Maulti.
Vom Ort führen kleine Straßen zum Requin Point (⊙).